# زورونوواتس
زورونوواتس (به صربی: Zorunovac) یک منطقهٔ مسکونی در صربستان است که در کنگاژواتس واقع شده‌است. زورونوواتس ۱۷۹ نفر جمعیت دارد.